# サマルダラ
サマルダラ（ブルガリア語: самардала ラテン文字転写: samardala; 学名: Allium siculum subsp. dioscoridis、シノニム: Nectaroscordum bulgaricum など）は、ヒガンバナ科（クロンキスト体系ではユリ科）ネギ属の植物である。
ブルガリアのハーブとして知られ、ガーリックのような香りが特徴。粉末にしてハーブソルトとして利用される。英語ではブルガリアン・ハニー・ガーリック（英語: Bulgarian honey garlic）と呼ばれる。
幻のスパイスとも呼ばれている。

## 分布
ルーマニア東部からトルコ北西部やクリミア半島にかけて分布する。